# Отокар Йосипович Шпергль
Отока́р Йо́сипович Шпергль (1878, Чехія — 10 вересня 1955) — чеський і український контрабасист.

## Біографічні відомості
Народився 1878 року в Чехії. Закінчив Празьку консерваторію. 1902 року, гастролюючи з австро-угорським симфонічним оркестром, приїхав до Санкт-Петербурга, де залишився працювати. 1919 року переїхав до Києва.
Шпергль 34 роки (1919—1953) очолював групу контрабасів у Київському театрі опери та балету та 15 років вів класи контрабаса в музичному училищі та консерваторії (1934—1949). Разом із Федором Воячеком переніс на український ґрунт традиції класичної чеської контрабасової школи та виховав чимало українських контрабасистів.
Помер 10 вересня 1955 року. Похований на Лук'янівському цвинтарі Києва (ділянка № 19, ряд 5, місце 14).